# Mitch Longley
Mitch Longley (* 23. Juni 1965 in Cleveland, Ohio) ist ein US-amerikanischer Schauspieler.
Longley ist seit einem Autounfall 1983 querschnittgelähmt. Seither engagiert er sich in der von ihm gegründeten Organisation SOWOHO. Deren Ziel ist es, unterprivilegierte amerikanische Ureinwohner zu unterstützen.
Zwischen 1997 und 2000 war er in der US-amerikanischen Seifenoper Port Charles als Dr. Matthew „Matt“ Charles Harmon zu sehen. Auch besetzte er Nebenrollen in den Serien Die himmlische Joan und Für alle Fälle Amy. In der Fernsehserie Las Vegas spielt er das Mitglied des Sicherheitsteams Mitch.